# Сухоребрик Льозеля
Сухоребрик Льозеля, сухоребрик Льозеліїв (Sisymbrium loeselii) — вид рослин з родини капустяних (Brassicaceae), батьківщиною є середня та східна Європа й помірна Азія.

## Опис
Однорічна або дворічна трав'яниста рослина 30–80 см заввишки. Стебло внизу разом з нижніми листками зазвичай жорстко-волосисте, гіллясте. Листки струговидно-роздільні та зубчасті, з довгастими або ланцетними бічними й списоподібними або 3-вугільно-ланцетними кінцевими часточками. Стручки 2–4 см завдовжки, в 2–3 рази довші від плодоніжки, косо стоять.

## Поширення
Батьківщиною є середня та східна Європа й помірна Азія; натуралізований: решта Європи, Північна Америка (Канада, США).
В Україні вид зростає на всій території; бур'ян.

## Галерея

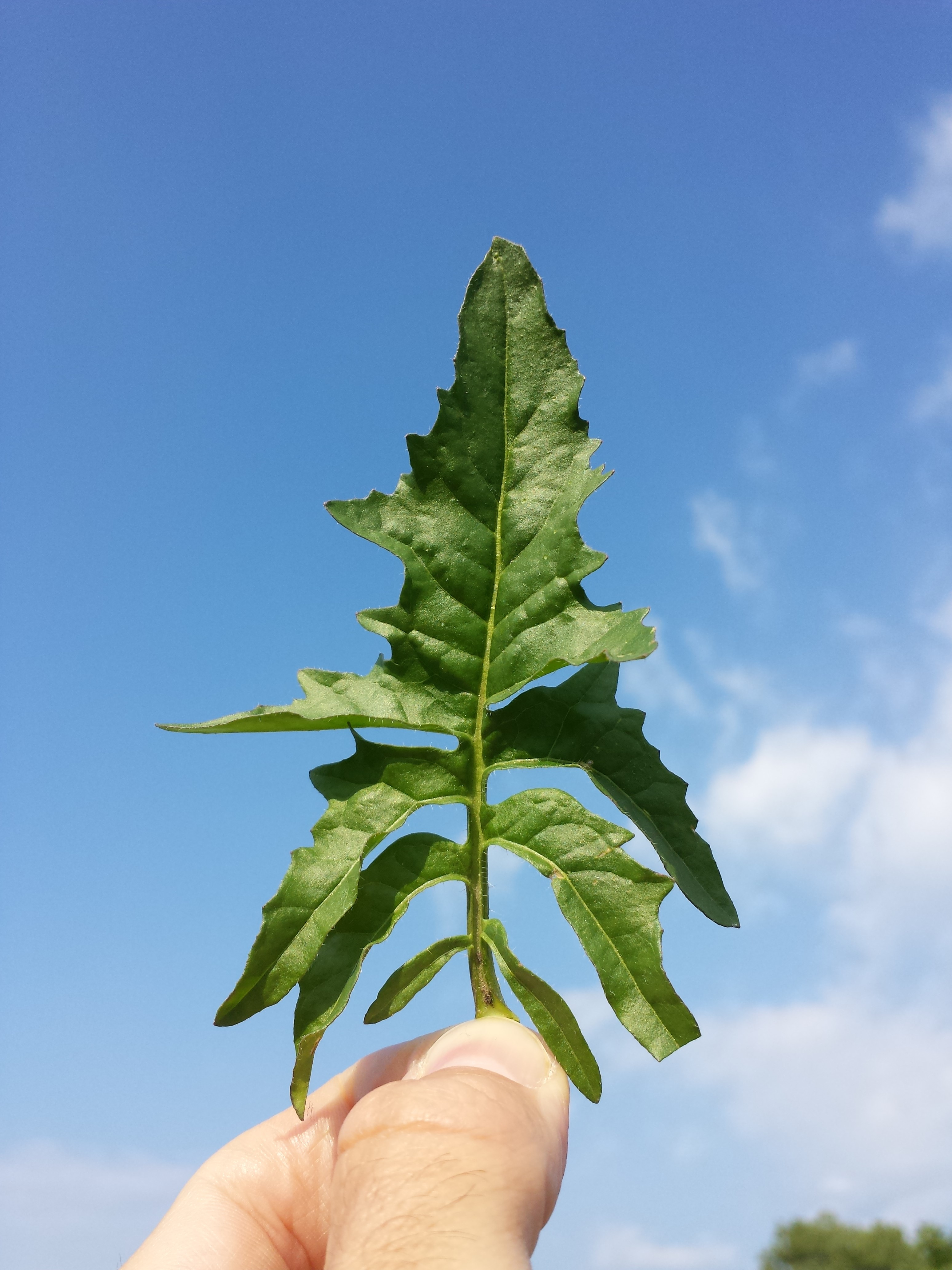
листок
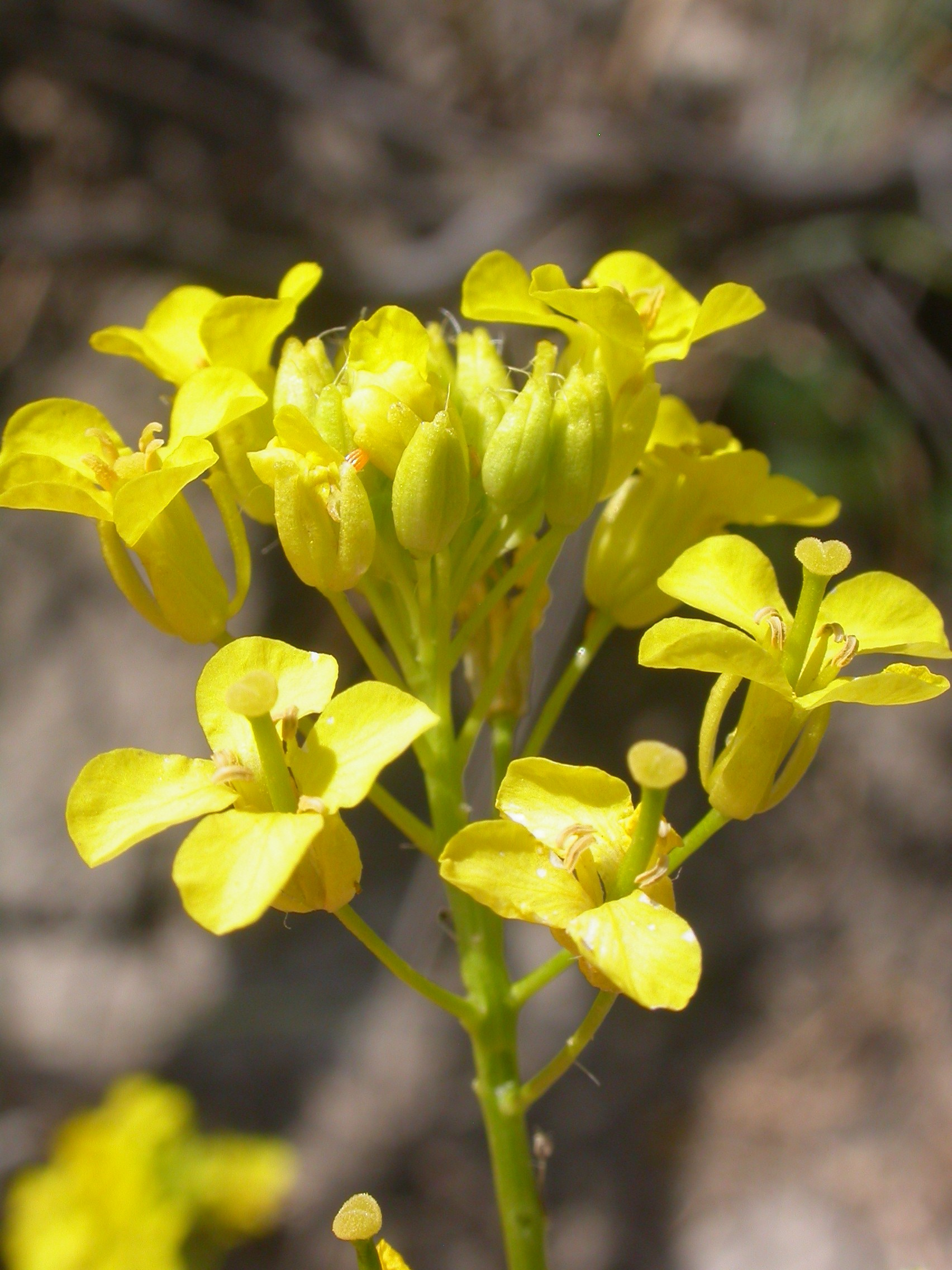
суцвіття
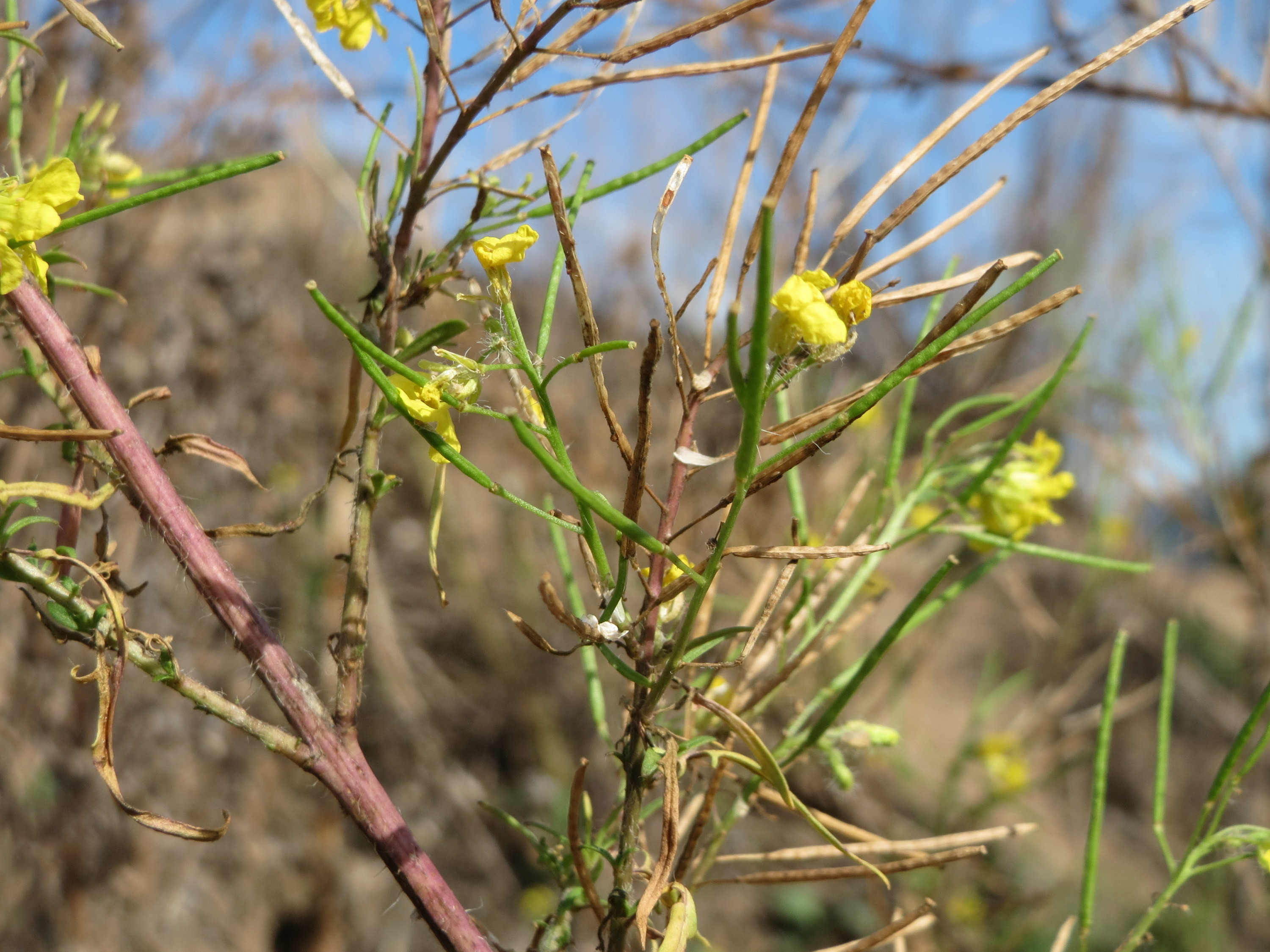
стручки
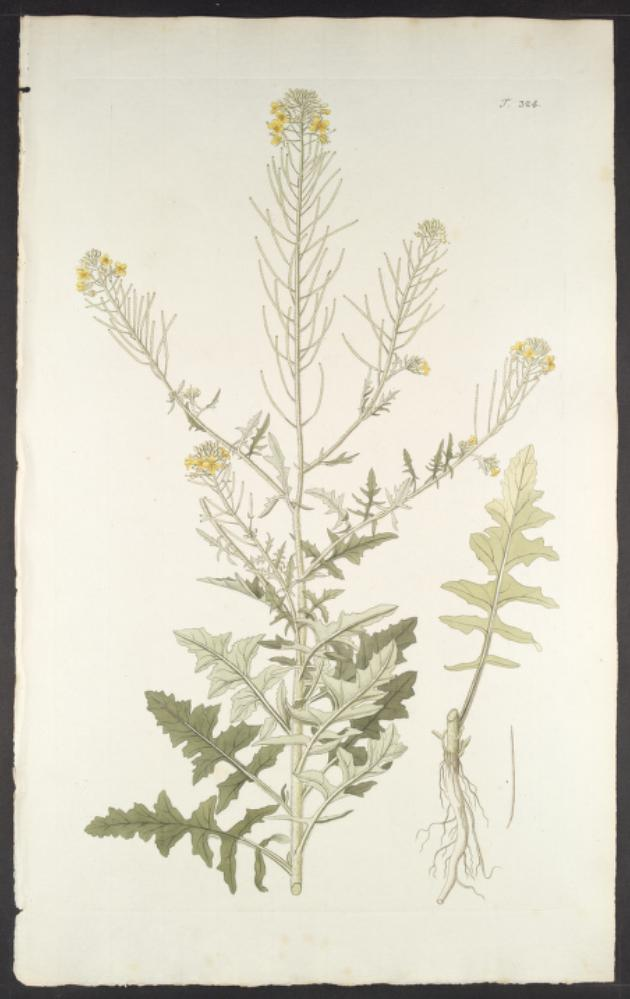
ілюстрація